# Razali Saad
Razali Saad, né le 14 août 1964, est un footballeur singapourien des années 1980, qui évolue comme défenseur.

## Biographie
Il est le meilleur buteur de la sélection singapourienne à la Coupe d'Asie des nations, avec deux buts inscrits lors du premier tour contre l'Inde et l'Iran. Singapour est éliminé au premier tour.